# Alto Paraíso (Paraná)
Alto Paraíso é um município do estado do Paraná, no Brasil. Sua população, conforme estimativas do IBGE de 2019, era de 2 741 habitantes. O município integra a área de abrangência do Parque Nacional de Ilha Grande.

## História
Toda a região do noroeste do estado brasileiro do Paraná era ocupada, até meados do século XX, pela etnia indígena dos xetás. Com os projetos de colonização da região levados a cabo a partir dessa época, os xetás foram praticamente exterminados, seja através da perda de suas terras, através de doenças trazidas pelos não índios ou através do assassínio puro e simples.
A origem da ocupação do território do município de Vila Alta se deve à expansão cafeeira do Norte Paranaense. Foi por volta de 1960 que a Companhia Brasileira de Imigração e Colonização (COBRINCO) promoveu a colonização da Gleba Vila Alta. A base econômica inicial dividia-se entre o extrativismo madeireiro e a cultura do café, que caracterizaram um período de abundância e riqueza. Paulatinamente, com o declínio destas atividades, surgiu e desenvolveu-se a pecuária bovina.
O Distrito Administrativo de Vila Alta foi criado em 2 de setembro de 1977, pela Lei Estadual 1916, com território pertencente ao município de Umuarama. Foi emancipado através da Lei Estadual 9242, de 9 de maio de 1990, desmembrando-se de Umuarama, com o nome de Vila Alta, alterado posteriormente para o topônimo atual através da Lei Estadual 14 349, de 2004. A mudança no nome foi aprovada pela população que foi consultada por meio de uma plebiscito realizado para verificar o desejo de mudança.